# Angelo Ardinghi
Angelo Leopoldo Ardinghi (Forte dei Marmi, 1º febbraio 1850 – Lucca, 25 settembre 1897) è stato un incisore italiano.

## Biografia
Si formò inizialmente a Siena nell'arte del disegno con Giulio Tadini, poi nel 1863 si trasferì all'Istituto di Belle Arti, lavorando sotto l'incisore P. Giusti. Vinse numerosi concorsi ed infine ottenne una borsa di studio dalla provincia di Lucca, grazie alla quale si trasferì a Bologna per studiare sotto il professor Francesco Ratti, e da lì a Milano, dove aprì una bottega per l'incisione su legno. Divenne professore di xilografia presso la Scuola professionale di Firenze. Vinse premi nel 1877 all'Esposizione Provinciale di Lucca. Tra le sue opere ci sono:
- Ritratto di Michelangelo per l'Illustrazione Italiana
- I monumenti del comune e della provincia di Lucca
- Ritratti nel Dizionario Biografico degli scrittori viventi di Angelo De Gubernatis (1880)
- Illustrazioni per una Guida dell'Italia Centrale (1882).